# 871
Het jaar 871 is het 71e jaar in de 9e eeuw volgens de christelijke jaartelling.

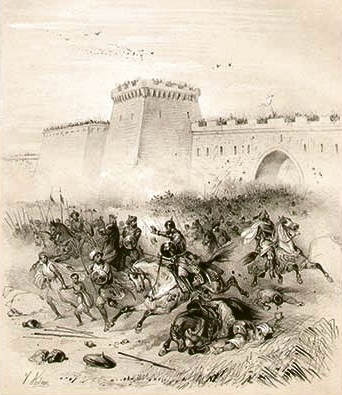
Keizer Lodewijk II herovert Bari (871)

## Gebeurtenissen

### Brittannië
- Koning Ethelred I van Wessex en zijn broer Alfred voeren een veldtocht tegen het Grote Deense leger dat Engeland is binnengevallen. De Engelsen verslaan de Denen in de Slag bij Ashdown, maar worden zelf verslagen in de Slag bij Reading, de Slag bij Basing, de Slag bij Morton en de Slag bij Wilton.
- 22 maart - Ethelred I sneuvelt in de Slag bij Morton en wordt opgevolgd door Alfred als koning van Wessex. Alfred betaalt een hoge schatting (Danegeld) aan de Denen in ruil voor een wapenstilstand van 5 jaar. Hij vestigt zijn residentie in Winchester en maakt het tot hoofdstad van Zuid-Engeland.
- Koning Rhodri Mawr ("de Grote") erft na het overlijden van zijn zwager het vorstendom Seisyllwg. Als heerser van Gwynedd en Powys komt (ondanks de Vikingaanvallen) vrijwel geheel Wales onder zijn heerschappij (waarschijnlijke datum).

### Europa
- 2 februari – Een Frankisch expeditieleger onder bevel van keizer Lodewijk II herovert, met hulp van het Byzantijnse Rijk en Venetië, de vestingstad Bari op de Saracenen. Ze stichten er de Thema Langobardia met twee strategoi aan het bewind. Een van hen heeft als residentie Bari. Einde van het emiraat Bari.

### Arabische Rijk
- De Zanj (zwarte slaven afkomstig uit Noord- en Oost-Afrika) veroveren de strategisch gelegen havenstad Basra (huidige Irak). Hierdoor ontstaat een onafhankelijke Zanj-staat.

## Geboren
- Chen Tuan, Chinees daoïstische filosoof (overleden 989)
- Zwentibold, koning van het Oost-Frankische Rijk (of 870)

## Overleden
- 8 januari – Bagsecg, Deens Vikingleider
- 22 maart – Ethelred I, koning van Wessex
- Hunfrid van Terwaan, Frankisch bisschop